# Glenn Sapoen
Glenn Sapoen is een Surinaams politicus. Hij is sinds 2015 lid van De Nationale Assemblée (DNA) voor de Nationale Democratische Partij (NDP).

## Biografie
Sapoen is werkzaam geweest voor het aluminiumconcern Suralco. Tijdens de verkiezingen van 2015 was hij verkiesbaar in het district Para. Hij stond op nummer drie en kwam DNA binnen omdat alle drie zetels in dit district naar NDP'ers gingen. De andere twee werden ingenomen door Patrick Kensenhuis en Jennifer Vreedzaam. Hij zat in de Commissie "Kwestie Suralco" en werkte mee aan de Ontwerpwet Tarieven Afvalstoffen. Verder richtte hij zich op de terreinen Natuurlijke Hulpbronnen en Openbare Werken, Transport en Communicatie.